# Spider-Man: Homecoming (Soundtrack)
Der Soundtrack zum Film Spider-Man: Homecoming, einem von den Marvel Studios produzierten, US-amerikanischen Science-Fiction-Actionfilm von Jon Watts, wurde von Michael Giacchino komponiert und am 7. Juli 2017 veröffentlicht.

## Produktion
Die Musik zum Film Spider-Man: Homecoming wurde von Michael Giacchino komponiert. Bereits am 19. Mai 2017 postete Giacchino via Twitter einen kurzen Ausschnitt aus den Aufnahmen mit seinem Orchester. Auf dem Soundtrack-Album ist auch eine überarbeitete Version des Original Spider-Man-Themes enthalten und auch die Titelmusik der Cartoon Series aus den 1960ern.

## Veröffentlichung
Der Soundtrack zum Film umfasst 22 Musikstücke und wurde am 7. Juli 2017 von Sony Masterworks auf CD veröffentlicht. Bereits im Juni 2017 wurde das Stück Spider-Man: Homecoming Suite vorab vorgestellt.

## Titelliste
1. Spider-Man Television Theme
2. The World is Changing
3. Academic Decommitment
4. High Tech Heist
5. On a Ned-To-Know Basis
6. Drag Racing / An Old Van Rundown
7. Webbed Surveillance
8. No Vault of His Own
9. Monumental Meltdown
10. The Baby Monitor Protocol
11. A Boatload of Trouble Part 1
12. A Boatload of Trouble Part 2
13. Ferry Dust Up
14. Stark Raving Mad
15. Pop Vulture
16. Bussed a Move
17. Lift Off
18. Fly-By-Night Operation
19. Vulture Clash
20. A Stark Contrast
21. No Frills Proto COOL!
22. Spider-Man: Homecoming Suite

## Rezeption
Mihnea Manduteanu erklärt, der Soundtrack eröffne mit dem Titelsong der Spider-Man-Serie aus den 1960er Jahren, was eine schöne Einführung in die Geschichte (des Films) sei.
Allie Gemmill von Bustle.com meint, der Soundtrack unterscheide sich sehr von anderen Soundtracks zu Filmen aus dem Marvel Cinematic Universe. Michael Giacchino habe sich dazu entschieden, den ursprünglichen, klassischen Spider-Man-Titelsong aufzuhellen und diese helle Energie während der gesamten Filmmusik beizubehalten.
James Southall sagt, Giacchino sei offensichtlich furchtlos in die Fußstapfen von Danny Elfman, James Horner, Christopher Young und Hans Zimmer getreten und sieht ihn im Augenblick an der Spitze in seinem Fach, und es sei auch gut, ihn dort zu sehen.
Am 18. Dezember 2017 gab die Academy of Motion Picture Arts and Sciences bekannt, dass sich Giacchinos Arbeit auf einer Shortlist befindet, aus der die Nominierungen in der Kategorie Beste Filmmusik im Rahmen der Oscarverleihung 2018 erfolgen werden.

## Charterfolge
Am 14. Juli 2017 stieg der Soundtrack auf Platz 13 in die Soundtrack Albums Chart Top 50 ein. Am 21. Juli 2017 stieg er auch auf Platz 14 in die US-amerikanischen Soundtrack Album-Charts